# My First First Love
My First First Love (hangul: 첫사랑은 처음이라서; rr: Cheossarangeun Cheoeumiraseo) (Brasil: Primeira Vez Amor/Portugal: My First First Love) é uma série de televisão sul-coreana estrelada por Ji Soo, Jung Chae-yeon e Jung Jin-young. A série foi lançada na Netflix em 18 de abril de 2019. A segunda temporada foi lançada em 26 de julho de 2019.
A série é uma reinicialização do drama da OnStyle de 2015, My First Time, que foi produzido pela mesma produtora. O escritor deste último, Jung Hyun-jung, é creditado como o criador da série.

## Sinopse
O drama conta a história de cinco jovens e seus encontros complicados com o conceito do primeiro amor. Yun Tae-o é um estudante universitário cujos amigos - um estudante que abandonou a faculdade, uma amiga fugitiva da família e sua amiga de infância de longa data - decidem se mudar inesperadamente para sua casa, devido a seus próprios raciocínios individuais. Agora, todos eles devem aprender a viver juntos e a amar.

## Elenco

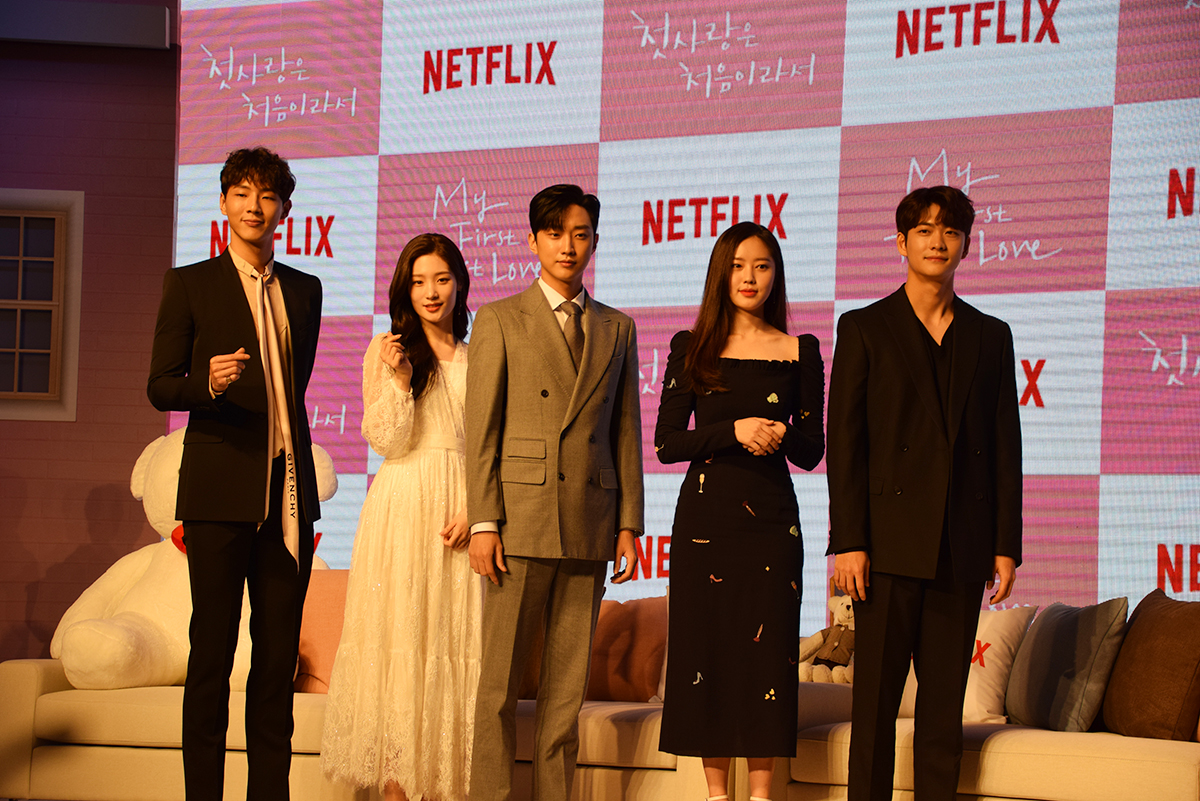
Os atores, da esquerda para direita, Ji Soo, Jung Chae-yeon, Jung Ji-young, Choi Ri e Kang Tae-oh em coletiva de imprensa na Netflix, em 2019

### Principal
- Ji Soo como Yoon Tae-o

Tae-o é o melhor amigo de Song-i desde o ensino fundamental, e sente a necessidade constante de cuidar dela. Por causa disso, ele sempre teve dúvidas sobre seus sentimentos em relação a ela, muitas vezes tendo uma paixão secreta. Ele inicialmente busca um relacionamento com Ryu Se-hyeon.
- Jung Chae-yeon como Han Song-i

Song-i experimenta as maiores dificuldades de todo o grupo, quando seu pai morre e sua mãe a abandona, e ela acaba ficando sem casa. Ela é a melhor amiga de Tae-o e inicialmente entende seu relacionamento com ele como platônico. Ela é formada em arquitetura. Ela desenvolve um relacionamento no início com Seo Do-hyeon.
- Jung Jin-young como Seo Do-hyun

Um amigo de Tae-o da faculdade. Ele se concentra em encontrar um emprego estável e estudar, em vez de encontrar uma namorada. Ao contrário de Tae-o, ele não vem de uma família rica. Ele é o único do grupo que não vive com Tae-o. Ele desenvolve um relacionamento com Song-i. No entanto, ele então começa a rivalizar com Tae-O por Song-i, terminando assim sua amizade por um breve período.
- Choi Ri como Oh Ga-rin[12]

As famílias de Ga-rin e Tae-o são amigas. Ela é uma herdeira do Grupo Daebaek. Ela nasceu em uma família extremamente rica, Ga-rin queria experimentar sua própria independência, então ela fugiu para a casa de Tae-o em Seul. Ela desenvolve um relacionamento com Hun mais tarde.
Kang Tae-oh como Choi Hoon
Hun conhece Tae-o desde o ensino fundamental, mas os dois não se tornaram amigos até a faculdade, antes de Hun desistir. Como Tae-o, ele vem de uma família abastada, mas é financeiramente isolado por seu pai e continua a se concentrar em sua carreira como ator musical. Ele desenvolve um relacionamento com Ga-rin mais tarde.

### Recorrente
- Hong Ji-yoon como Ryu Se-hyun[14]

Uma bela moça formada em artes que é 2 anos mais velha que Tae-o. Ele busca um relacionamento com ela depois de confundi-la com seu encontro às cegas. Ela fica com ciúmes e rude com Song-i por causa de Tae-o.
- Yoon Da-hoon como Yun Jeong-gil

O pai de Tae-o, que possui uma grande quantidade de terras.
- Park Soo-young como pai de Do-hyeon

Dono de uma loja de bolinhos de massa que luta para pagar o aluguel.
- Jung Si-ah como a madrasta de Tae-o[15]

Uma mulher malcriada que é presumivelmente apenas alguns anos mais velha que Tae-o e muitas vezes desaprova Tae-o.
- Yoon Bok-in como a mãe de Song-i: Ela a abandona por um homem.
- Jeon Soo-kyung como a mãe de Ga-rin: Uma mulher mimada que desaprova os amigos de Ga-rin.
- Jo Seung-yeon como Choe Seok hwan: O pai de Hoon, um pai abusivo que só se preocupa com dinheiro.
- Oh Young-shil como a mãe de Hun: A mãe de Hun que é mais carinhosa que o pai de Hun.
- Park Yoo-rim como Choe Min-ah: Ela é amiga de Song-i e colega estudante de arquitetura.
- Lee Ju-eun como amiga de Song-i.
- Kim Jae-yong como Dae-geon: Ex-sênior de Song-i, que agora trabalha para uma famosa empresa de arquitetura.
- Jung Yun-seok como Yun Yeong-ho: O meio-irmão mais novo de Tae-o.[16]

## Episódios

### Resumo
| Temporada | Temporada | Episódios | Episódios | Originalmente exibido |                     |
| --------- | --------- | --------- | --------- | --------------------- | ------------------- |
|           | 1         | 8         | 8         | 18 de abril de 2019   | 18 de abril de 2019 |
|           | 2         | 8         | 8         | 26 de julho de 2019   |                     |

### Temporada 1 (2019)
| N.º na série | N.º na temp. | Título                                                                     | Dirigido por | Escrito por | Lançamento          |
| ------------ | ------------ | -------------------------------------------------------------------------- | ------------ | ----------- | ------------------- |
| 1            | 1            | "A Close Friend – Who's Only Just a Friend" "Amigos próximos, nada mais"   | Oh Jin-seok  | Kim Ran     | 18 de abril de 2019 |
| 2            | 2            | "I Need a Room and You Have Many" "Preciso de um quarto e você tem vários" | Oh Jin-seok  | Kim Ran     | 18 de abril de 2019 |
| 3            | 3            | "Fretting about Someone" "Sempre ocupados"                                 | Oh Jin-seok  | Kim Ran     | 18 de abril de 2019 |
| 4            | 4            | "The Guy You Told Me About" "O cara de quem você me falou"                 | Oh Jin-seok  | Kim Ran     | 18 de abril de 2019 |
| 5            | 5            | "Saying I Like You" "Dizendo que gosto de você"                            | Oh Jin-seok  | Kim Ran     | 18 de abril de 2019 |
| 6            | 6            | "Confession Day" "Dia da confissão"                                        | Oh Jin-seok  | Kim Ran     | 18 de abril de 2019 |
| 7            | 7            | "A Rain Shower" "Banho de chuva"                                           | Oh Jin-seok  | Kim Ran     | 18 de abril de 2019 |
| 8            | 8            | "Turning Point" "Virada"                                                   | Oh Jin-seok  | Kim Ran     | 18 de abril de 2019 |

### Temporada 2 (2019)
| N.º na série | N.º na temp. | Título                                                    | Dirigido por | Escrito por | Lançamento          |
| ------------ | ------------ | --------------------------------------------------------- | ------------ | ----------- | ------------------- |
| 9            | 1            | "The Real Reason" "O verdadeiro motivo"                   | Oh Jin-seok  | Kim Ran     | 26 de julho de 2019 |
| 10           | 2            | "His Priority" "Prioridade dele"                          | Oh Jin-seok  | Kim Ran     | 26 de julho de 2019 |
| 11           | 3            | "Five Degrees of Separation" "Cinco graus de separação"   | Oh Jin-seok  | Kim Ran     | 26 de julho de 2019 |
| 12           | 4            | "Alone, Together" "Sozinhos, juntos"                      | Oh Jin-seok  | Kim Ran     | 26 de julho de 2019 |
| 13           | 5            | "Unspeakable Secrets" "Segredos não revelados"            | Oh Jin-seok  | Kim Ran     | 26 de julho de 2019 |
| 14           | 6            | "Something Only I Can Do" "Algo que só eu posso fazer"    | Oh Jin-seok  | Kim Ran     | 26 de julho de 2019 |
| 15           | 7            | "Watching Her Watching Him" "De olha nela e de olho nele" | Oh Jin-seok  | Kim Ran     | 26 de julho de 2019 |
| 16           | 8            | "My First First Love" "Primeira vez amor"                 | Oh Jin-seok  | Kim Ran     | 26 de julho de 2019 |

## Produção
A série foi pré-produzida; As filmagens começaram em setembro de 2018 e terminaram em janeiro de 2019.